# Distretto di Mandi
Il distretto di Mandi è un distretto dell'Himachal Pradesh, in India, di 900 987 abitanti. Il suo capoluogo è Mandi.